# Orquesta de prisioneros
Las orquestas de prisioneros tenían como función hacer de la música y el canto parte integral de la vida diaria de los  campos de concentración y de  exterminio que conformaron el complejo concentracionario del Tercer Reich entre 1933 y 1945. El papel y las funciones de la música en los campos no ha sido aun suficientemente investigado. Mientras que para los prisioneros el disponer de su propia música era una forma más de ayudarse en la lucha por la supervivencia, para los  SS la música y el canto era una forma más de humillar a sus prisioneros, un medio más para destruir la voluntad de resistencia y un recurso más para el terror cotidiano. La orquesta también cumplía una función lúdica al tener que tocar ante las visitas oficiales que recibía el campo. Los conciertos de la orquesta de prisioneros. Los conciertos, además, han servido para confundir sobre la vida diaria real en los campos y dar pábulo a ciertos argumentos escépticos. 
Por otra parte, los compositores y escritores de canciones que pasaron por los campos tuvieron la ocasión de relatar en ciertas canciones las condiciones inhumanas que hubieron de sufrir, por ejemplo en la Dachaulied. La mayor muestra del poder sugestivo de la música para los prisioneros podemos encontrarla en la mundialmente célebre  Soldados del pantano.

## Función de la música en los campos
El papel de la música y las orquestas de los campos es ambivalente puesto que las canciones servían también como una especie de ayuda a la supervivencia, ayuda que los prisioneros podían prestar de forma voluntaria o más o menos a escondidas. Cantar sus propias canciones o la composición de música propia en caso de no haber recibido órdenes específicas al respecto de la jefatura del campo conllevaba severos castigos en caso de ser descubiertos por los SS. Krapp presenta en su libro 'Frauenstimmen: Musiker erinnern an Ravensbrück (“Voces de mujer: las músicas recuerdan Ravensbrück”) las vidas de 140 mujeres músicas del campo de concentración para mujeres de Ravensbrück. En el libro se habla también de cómo lograron superar las barreras lingüísticas y culturales y de cómo pudieron mantener sus identidades y dignidades personales.
Los SS utilizaban las orquestas de los campos y las canciones como recurso para su humillación, quebrar sus voluntades y para torturarlos. Tanto la música que ponían por megafonía como las canciones que obligaban a cantar a los prisioneros mientras marchaban (generalmente en el camino hacia y desde el  trabajo forzado ) eran una manifestación del poder que tenían los SS que gobernaban el campo. La orquesta tocaba también durante las ejecuciones públicas para obligar a los prisioneros a escuchar ciertas canciones cuidadosamente escogidas. A veces la orquesta de prisioneros tenía que tocar a la llegada de trenes de deportación para que los recién llegados no sospecharan nada y caminaran sin resistencia hacia las  cámaras de gas. Las orquestas tocaron también para las visitas que recibieron ciertos campos de concentración, lo que ayudó a engañar a algunas de ellas, en concreto a las extranjeras, sobre la verdadera función de los campos. Los cánticos que llegaban desde algunos de estos campos hicieron que algunos ciudadanos se formaran una impresión positiva de ellos. Se sabe que llegaron a usarse a orquestas de prisioneros para que con su música taparan los gritos de los prisioneros introducidos en la cámara de gas, pero no hay un acuerdo generalizado entre los expertos. El papel de las orquestas de prisioneros y el uso que se les daba todavía no ha sido investigado en profundidad.

## Campo de concentración de Auschwitz
Debido al gran número de  subcampos en Auschwitz llegó a tener también seis orquestas de prisioneros. Había una orquesta compuesta por mujeres y otras cuatro o cinco de hombres, una de ellas la llamada “Orquesta gitana”. “La orquesta de mujeres” llegó a alcanzar un nivel muy superior a las de los hombres. La orquesta tenía que tocar todos los días por la mañana y por la tarde cuando los prisioneros marchaban hacia el trabajo o regresaban del mismo.

### Orquesta femenina

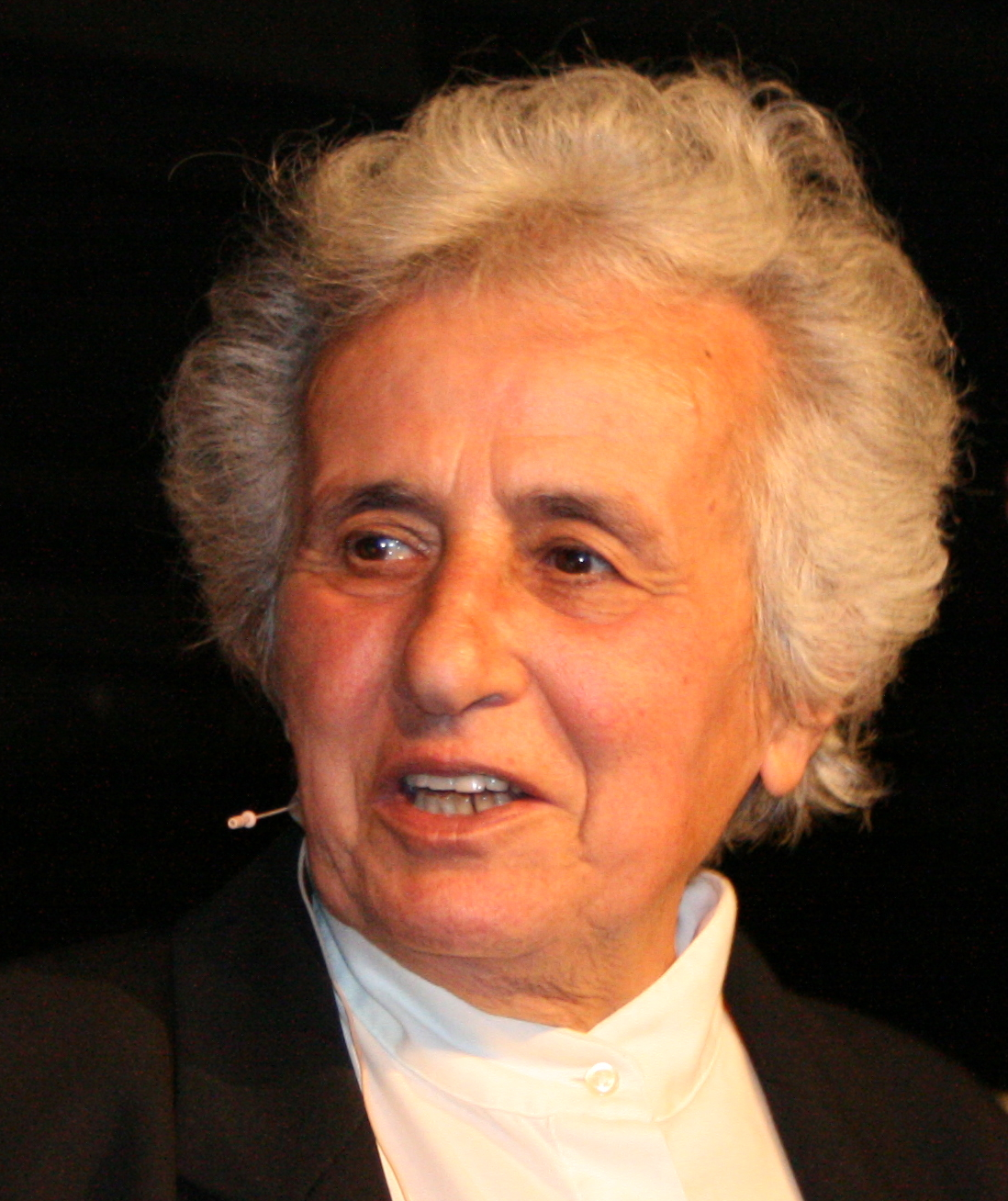
Anita Lasker-Wallfisch, una de las pocas músicos de la Orquesta de Mujeres de Auschwitz que sigue viva. (Imagen tomada en 2007)

La Orquesta femenina de Auschwitz fue creada bajo los auspicios del comandante del campo, Josef Kramer y contó con la  SS-Oberaufseherin María Mandel como valedora. La orquesta contaba con un barracón especial con suelo de madera y una estufa para los instrumentos musicales y las músicos.
Los domingos la orquesta tenía que dar conciertos orquestales para los SS. Entre su público estaba por ejemplo Josef Mengele, gran amante de la música clásica, y con frecuencia el propio Josef Kramer. La orquesta femenina tocaba a las puertas del campo para la entrada y salida de los comandos de trabajo.
Cuando alguna de las músicos enfermaba recibía unos cuidados mucho mejores que el resto de prisioneros. Entre las miembros de la orquesta había algunas muy célebres, como Anita Lasker-Wallfisch (chelo), Alma Rosé (viola), Esther Bejarano (acordeón) y Fania Fénelon (piano y canto). La historia de la orquesta femenina de Auschwitz aparece en novelas, documentales, dos largometrajes (de 1980 y 1992) y una ópera.

### Orquesta masculina
En enero de 1941 se creó una orquesta masculina de prisioneros en el campo de concentración de Auschwitz en la que al principio no se admitía a judíos.  A diferencia de la orquesta femenina, la mayoría de los músicos de esta orquesta eran profesionales. Cuando en octubre de 1944 los  soviéticos empezaron a estar cerca del campo todos los músicos aptos para caminar fueron transportados hacia el interior del Reich.
Uno de los directores de la orquesta masculina de Auschwitz fue el director y compositor polaco Adam Kopycinski, quien con el tiempo llegaría a ser el director de la Filarmónica de Varsovia. Definió así la función de la orquesta de prisioneros:

La música nos acerca a la comprensión de la verdad de la vida. El corazón pleno de añoranzas encuentra un punto de apoyo en el reino del sonido. Gracias a su poder, al poder de la sugestión, la música refuerza a quien la escucha, y algo muy importante, también promueve la verdadera naturaleza y la autoestima de un hombre que en ese momento era un prisionero cruelmente maltratado.

## Campo de exterminio de Treblinka
En 1942 el músico polaco de jazz Artur Gold fue deportado a Treblinka. El  segundo al mando del campo  Kurt Franz lo reconoció al bajar del tren de deportación, lo apartó de la selección para las cámaras de gas y le obligó a formar una orquesta. Esta orquesta, dirigida por Gold, estaba formada por unos 10 músicos que gracias a los ensayos quedaban relevados de cualquier otro trabajo. Más adelante hubieron de vestir unos trajes de seda blanca y azul con pajaritas de gran tamaño. La orquesta de prisioneros a veces debía tocar música de opereta junto a las cámaras de gas para ocultar los gritos que salían de las mismas.  Durante el recuento de la tarde la orquesta tocaba marchas y canciones populares polacas y  yiddish. La orquesta de Artur Gold debía tocar también en eventos importantes de las SS.
En 1943 la orquesta de prisioneros tocaba en combates de boxeo, pequeñas piezas teatrales y en espectáculos de danza que tenían lugar en el campo Declaración del superviviente de Treblinka  Samuel Willenberg a la pregunta de en qué circunstancias había música en el campo de exterminio “’’Era un disparate. La orquesta tocaba junto a las ventanas del comedor mientras los alemanes almorzaban. Tocaban después del recuento de la tarde, después de haber sido apaleados. Cantábamos la canción “Góralu, cy ce ni źal…” para que la oyeran desde las granjas de la zona, para que supieran que había gente viva allí, para que los granjeros dijeran “mira cómo cantan”. Los alemanes nos decían “‘¡Más fuerte!”. Entre los músicos de Gold estaba un chico de 14 años, Edek, que llegó al campo con su  acordeón y fue apartado en la selección para la cámara de gas.  Kurt Franz hizo que Gold utilizara una canción de Walter Hirsch para componer el que sería conocido como el himno de Treblinka, “Fester Tritt”. Esta canción se tocaba varias veces tras el recuento de la mañana y el de la tarde.

## Campo de concentración de Dachau

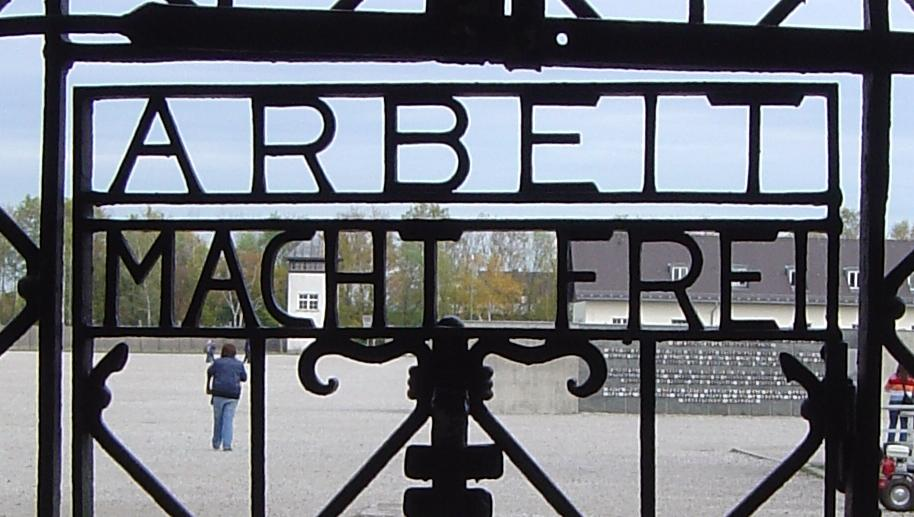
"Arbeit macht frei”: lema del campo de concentración y estribillo de la “Dachaulied” (“Aquí Dachau”)

En el  campo de concentración de Dachau ya en 1938 había una orquesta ilegal de prisioneros, pero en 1941 los SS crearon el “Kommando Lagermusik”, el comando musical del campo. Este comando daba conciertos ante los prisioneros durante los fines de semana, a veces incluso durante sesiones de tortura. El repertorio estaba compuesto por canciones, coros y también obras pertenecientes a ritos que aportaban prisioneros que eran sacerdotes. Herbert Zipper, un profesor de música, director y compositor austríaco, fue deportado a Dachau en mayo de 1938 junto a Jura Soyfer, donde ambos crearían la Dachaulied, la “canción de Dachau”. La ‘’Dachaulied’’ es una canción de marcha y de resistencia en la que entre líneas podemos llegar a entrever las inhumanas condiciones del campo. El autor de la letra incluyó el lema del campo (Arbeit macht Frei) en el estribillo de la canción. La canción hablaba de la vida de los prisioneros, sin crítica evidente. Los prisioneros carecían de material para escribir, así que Zipper compuso de memoria una melodía para el texto de Soyfer y se lo enseñó a dos prisioneros guitarristas y a un violinista.

## Campo de concentración de Ravensbrück
KZ Ravensbrück es un caso muy especial porque las prisioneras del mismo se negaron a tocar para las SS o las “necesidades” del campo. Para muchas de las mujeres deportadas al Ravensbrück la música y el canto eran una ayuda fundamental para la supervivencia siempre y cuando fuera una actividad voluntaria y secreta. Las canciones eran un enlace con sus vidas anteriores, con los recuerdos de sus familias y sus fiestas. Entre las canciones creadas en Ravensbrück encontramos creaciones propias y adaptaciones de canciones conocidas. Algunas mujeres habían estudiado música y eran músicas profesionales. Diez mujeres pusieron letra a canciones y piezas musicales compuestas en el propio campo. Siempre en secreto, en Ravensbrück tuvieron lugar conciertos, en los que aquellas mujeres lograron un sentimiento de unión y de protección de la identidad personal y de la dignidad superando las barreras lingüísticas y culturales.

## Campo de concentración de Buchenwald

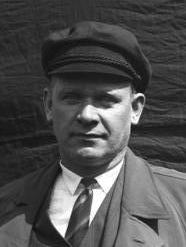
Tras el asesinato de Ernst Thälmann los prisioneros políticos de KZ Buchenwald organizaron reuniones secretas en su honor.

Poco después de la apertura de  KZ Buchenwald los SS organizaron una orquesta con músicos  Sinti y Roma dirigidos por un clarinetista de origen  checoslovaco. La orquesta de prisioneros tocaba cada mañana y cada tarde en la Appellplatz con la partida y la llegada de los comandos de trabajo. Por la megafonía del campo ponían con frecuencia canciones de Zarah Leander. Había también un cuarteto musical secreto dirigido por Hewitt Maruzice y el músico de jazz Jiri Zak. Por este campo pasaron también músicos célebres como Jura Soyfer,  Hermann Leopoldi,  Fritz Löhner-Beda y el actor  Paul Morgan. 
Los SS obligaban con frecuencia a los prisioneros a cantar para humillarlos y debilitarlos mediante el trabajo extenuante. En diciembre de 1938 el comandante del campo Arthur Rödl ordenó a los prisioneros que compusieran una canción de marcha.  Fritz Löhner-Beda y Hermann Leopoldi compusieron la “Buchenwaldlied” (la canción de Buchenwald). La “Buchenwaldlied” constaba de tres estrofas y la orquesta la interpretaba como canción de marcha para la salida y llegada de los comandos de trabajo. La canción pasó a ser un símbolo de resistencia para los prisioneros del campo porque hablaba de cómo se sentían. Los SS solían obligarles a cantarla, aunque ellos la llamaban “La canción judía”.  Los  prisioneros de guerra soviéticos llegaron a organizar actuaciones musicales secretas para ellos y para prisioneros de otras nacionalidades. Un mes después del asesinato de Ernst Thalmann los prisioneros políticos organizaron un evento secreto en su recuerdo con lecturas, música, poemas y canciones.
Con motivo de visitas al campo la orquesta y otros grupos más pequeños daban conciertos. En años recientes se han encontrado pruebas de 25 conciertos que tuvieron lugar en el campo y a los que asistieron prisioneros y SS destinados en el propio campo.

### Groß-Rosen
En  KZ Groß-Rosen, un comando exterior de Buchenwald había una banda compuesta por tres músicos y un cantante que tocaban para los prisioneros los domingos. Todos los prisioneros debían salir de sus barracones para escuchar la música. En una ocasión durante el verano de 1943 los “Blockältesten” (responsables de barracón) ordenaron abrir todas las ventanas y todos los prisioneros tuvieron que cantar a viva voz hasta que oscureció. En la oscuridad destacaban las llamas que asomaban sobre la chimenea del crematorio y era imposible no notar el olor a carne humana quemada. A la mañana siguiente se supo que habían llevado al campo dos camiones llenos de oficiales polacos para ser fusilados.

## Campo de concentración de Neuengamme
La orquesta de prisioneros de  KZ Neuengamme fue creada a raíz de la visita del comandante del campo a Auschwitz, donde quedó muy impresionado por la orquesta de prisioneros que vio. La orquesta de prisioneros de Neuengamme funcionó desde 1940 hasta el cierre del campo de concentración y constaba de 25 músicos originarios de Francia, Italia, Dinamarca, Polonia, Bélgica, Checoslovaquia y Alemania.
Al igual que sucedía con la mayoría de las orquestas de prisioneros la orquesta de Neuengamme tocaba todas las mañanas y todas las tardes a las puertas del campo cuando los comandos salían o regresaban del trabajo y también durante los castigos y las ejecuciones públicas. También tocaban “Alte Kameraden” (“Viejos amigos”) durante la cremación de los muertos durante la noche. La orquesta tocaba también en cumpleaños y celebraciones de los SS y por las tardes de los sábados tocaba “music hall” y opereta para los prisioneros.  Entre 1942 y 1944 se fundó otra orquesta con entre 60 y 80 músicos entre los que estaba el músico checo Emil F. Burian. Cuando se extendió una epidemia de  tifus en el campo y no se permitió a los prisioneros salir de sus barracones la orquesta tocó “Konzentrationäre”. Algunos prisioneros políticos escribieron canciones de lucha, por ejemplo Ernst Thälmann.
En Neuengamme había un teatro musical en donde se ofrecieron actuaciones musicales a las que atendieron conjuntamente prisioneros y guardias de las SS.

## Campo de concentración de Mauthausen

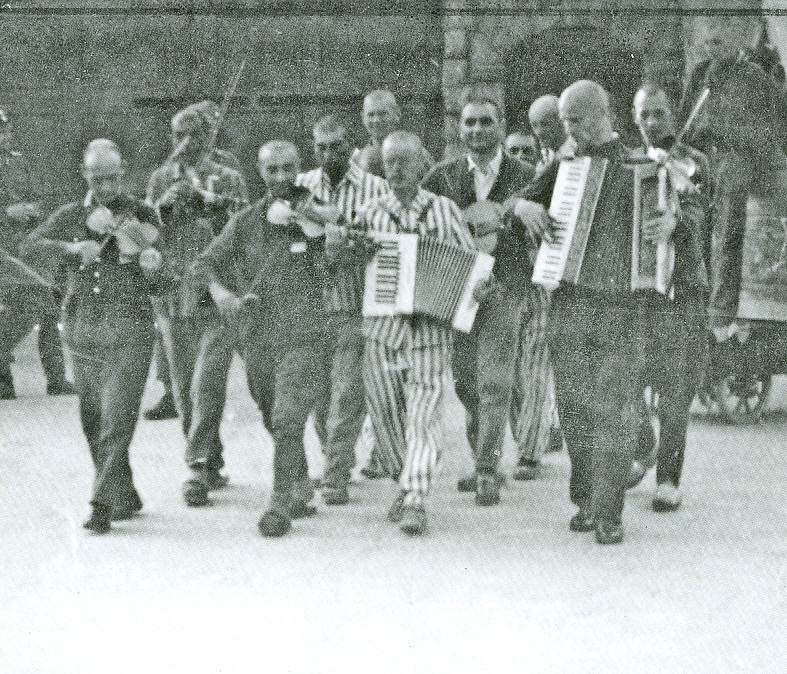
Banda de música de prisioneros en el Campo de Concentración de Mauthausen

En 1942 había en el campo una pequeña banda de música dirigida por Wilhelm Heckmann y compuesta por músicos profesionales alemanes que tocaban en el casino de los SS y en diversos eventos. En las ejecuciones públicas tocaban canciones populares y algunas muy famosas en la época como “Komm zurück” (“Regresa”) y “Alle Vögel sind schon da” (“Todos los pájaros están ahí ya”). Esta última está documentado que se utilizó para humillar a prisioneros recuperados tras su fuga y también parece ser que se usaba para recibir a los prisioneros que regresaban de una dura jornada de trabajo esclavo. También hay una versión antifascista (“Todos los nazis están ahí ya”).
En el otoño de 1942 se decidió crear una orquesta de prisioneros de mayor entidad. Se encargó la tarea a Willi Heckmann, Georg Streitwolf y a Rumbauer. Streitwolf, el “kapo” de la oficina de correos, se encargó de conseguir los instrumentos. La orquesta engrosó sus filas con músicos checos y polacos hasta llegar a los 60 músicos en 1944 El repertorio incluía a Beethoven, Schubert, Smetana, Bruckner y otros clásicos. La calidad musical de la orquesta se incrementó significativamente cuando en 1944 llegaron al campo 20 músicos de la Orquesta Filarmónica de Varsovia. Durante la primavera de 1944 se disolvió la orquesta, pero se mantuvo una  banda de  instrumentos de viento  que tocaba por las mañanas y por las tardes cerca de la entrada del campo. Heinrich Himmler visitó el campo en enero de 1945, lo que propició que se volviera a organizar la orquesta. Hubo también grupos musicales de pequeño tamaño que tocaban en los barracones. Se permitió a ciertos prisioneros que organizaran eventos musicales y poéticos; se organizó también un coro de prisioneros checos que llegó a tener 25 miembros;  este coro cantaba con motivo del cumpleaños de algunos prisioneros y en su repertorio tenía canciones que hablaban de la vida diaria en el campo, pero también incluía canciones de resistencia. En 1944 también se formó una banda de jazz con miembros de diversos países.
Después de la guerra Mikis Theodorakis compuso la “Trilogía de Mauthausen” basándose en cuatro poemas del dramaturgo Iacovos Kambanellis.

## Campo de concentración de Theresienstadt
En Theresienstadt se creó una ópera infantil denominada Brundibár (“El abejorro”) que en sus 55 representaciones devolvió a los niños allí recluidos algo de normalidad. La ópera se compuso en 1941 en el Hogar para Niños Judíos de Praga, con música de Hans Krása y texto de Adolf Hoffmeister escrito en 1938. Hans Krása no tenía acceso a papel pautado en el campo de concentración, así que hubo de crear y mantener las partituras en la cabeza. Los papeles tenían que ser interpretados por una sucesión de actores debido a que una y otra vez los actores eran deportados a campos de exterminio. La propaganda nazi rodó la película “El Führer entrega una ciudad a los judíos” en la que para simular una situación de normalidad y felicidad utilizaron un fragmento de la ópera infantil.
Leo Strauss escribió también canciones y textos, entre ellas la canción "Als ob" (“Como si”).

## Bergen-Belsen
En  KZ Bergen-Belsen sólo había actuaciones esporádicas y secretas de prisioneros músicos muy concretos. Esto cambió cuando el antiguo comandante de  Auschwitz-Birkenau Josef Kramer se hizo cargo de Bergen-Belsen. Pocos meses después de su llegada hizo deportar a Bergen-Belsen a la orquesta femenina de Auschwitz-Birkenau. Kramer se hizo también con la violinista húngara Lily Mathé y la acordeonista holandesa Fiora Schrijver, a las que a cambio de tocar conseguía cigarrillos y mejor comida.

## Campo de concentración de Börgermoor
La canción Moorsoldaten (“Soldados del pantano”) la cantaron por primera vez los prisioneros del Campo de concentración de Börgermoor. En este campo había principalmente enemigos políticos del régimen  nacionalsocialista, a los que se obligaba a extraer turba usando palas. La canción surgió a raíz de un ataque nocturno de los SS a los prisioneros que estaban en dos barracones de  KZ Börgermoor. La letra de la canción la escribieron entre el sindicalista y minero Johann Esser y el actor y director Wolfgang Langhoff, con música de Rudi Goguel. La canción la cantó por primera vez un grupo de 16 prisioneros el 27 de agosto de 1933, la mayoría de los cuales eran antiguos miembros de la Sociedad Coral de Trabajadores de Solinger. La canción pasó a ser interpretada por 1000 prisioneros en lo que ellos mismos llamaron “Zirkus Konzentrazani”. La canción fue prohibida poco después por las autoridades del campo, pero esto no evitó su difusión. Eisler, exiliado en Inglaterra, reformó junto a  Ernst Busch la letra haciéndola más combativa. De ahí la letra pasó a España durante la Guerra Civil y de ahí al mundo entero. La canción termina con optimismo: “los soldados del pantano ya no tienen que seguir con la pala en la turbera.”

## Publicaciones
- Guido Fackler: „Machts ein eigenes Lagerlied…“. Liedwettbewerbe im KZ, in: Beiträge zur Popularmusikforschung Bd. 33 (2005),S. 57–81 (Volltext)
- Fania Fénelon: Das Mädchenorchester in Auschwitz. DTV, Munich, ISBN 3-423-01706-6
- Gabriele Knapp: Frauenstimmen. Musikerinnen erinnern an Ravensbrück. Metropol, Berlín 2003, ISBN 3-936411-30-1
- Szymon Laks: Musik in Auschwitz, Ed. Mirka y Karl Heinz Machel, con epílogo de Andrew Knapp; Droste Verlag, Düsseldorf 1998, ISBN 3-7700-1092-2.
- Inge Lammel (Hrsg.): Lieder aus den faschistischen Konzentrationslagern. Leipzig 1962
- Fred K. Prieberg: Musik im NS-Staat. Brockhaus, Frankfurt am Main 1982, ISBN 3-596-26901-6
- Stephan Stompor: Jüdisches Musik- und Theaterleben unter dem NS-Staat. Europäisches Zentrum für Jüdische Musik, Hannover 2001.
- Herbert Thomas Mandl Spuren nach Theresienstadt / Tracks to Terezín (Interview: Herbert Gantschacher; Kamera: Robert Schabus; Schnitt und Gestaltung: Erich Heyduck / DVD deutsch / englisch; ARBOS, Wien-Salzburg-Klagenfurt 2007[23]